# 1953-as magyar asztalitenisz-bajnokság
Az 1953-as magyar asztalitenisz-bajnokság a harminchatodik magyar bajnokság volt. A bajnokságot február 27. és március 1. között rendezték meg Budapesten, a Nemzeti Sportcsarnokban.

## Eredmények
| Versenyszám  | Arany                                                               | Arany | Ezüst                                                                    | Ezüst | Bronz | Bronz |
| ------------ | ------------------------------------------------------------------- | ----- | ------------------------------------------------------------------------ | ----- | --- | ----- |
| Férfi egyéni | Sidó Ferenc Munkaerőtartalékok SE                                   |       | Gyetvai Elemér Munkaerőtartalékok SE                                     |       | Szepesi Kálmán Bp. Vörös Meteor |       |
| Női egyéni   | Gervainé Farkas Gizella Bp. Vörös Meteor                            |       | Fantusz Zsuzsanna Vasas MÁVAG                                            |       | Almási Ágnes Vasas MÁVAG |       |
| Férfi páros  | Sidó Ferenc, Kóczián József Munkaerőtartalékok SE, Bp. Dózsa        |       | Csender Jenő, Farkas József Bp. Vörös Meteor                             |       | Gyetvai Elemér, Szepesi Kálmán Munkaerőtartalékok SE, Bp. Vörös MeteorFóris Mihály, Csillik György Munkaerőtartalékok SE, Vasútépítő Lokomotív |       |
| Női páros    | Gervainé Farkas Gizella, Almási Ágnes Bp. Vörös Meteor, Vasas MÁVAG |       | Jávorné Kárpáti Rózsi, Fábiánné Király Ilona Bp. Dózsa, Bp. Vörös Meteor |       | Sági Edit, Fantusz Zsuzsanna Fáklya Antenna, Vasas MÁVAGKóczián Éva, Simon Gizella Vasas MÁVAG, Fáklya Antenna                                 |       |
| Vegyes páros | Kóczián József, Gervainé Farkas Gizella Bp. Dózsa, Bp. Vörös Meteor |       | Szepesi Kálmán, Almási Ágnes Bp. Vörös Meteor, Vasas MÁVAG               |       | Csender Jenő, Fábiánné Király Ilona Bp. Vörös MeteorGyetvai Elemér, Sági Edit Munkaerőtartalékok SE, Fáklya Antenna                            |       |